# Roser Cardús Malagarriga
Roser Cardús Malagarriga (Barcelona) fue una farmacéutica, traductora, novelista y escritora de relatos catalana.
Roser nació en septiembre de 1920 en Barcelona, específicamente en el barrio de Sants. Era hija de Josepa Malagarriga y Esteve y de Ferran Cardús Ferrer. Su padre trabajó durante muchos años y fue director de una fábrica de cerveza llamada La Moravia. Además de ella misma, tenía dos hermanos pequeños: Àngels y Francesc.
Los antecedentes literarios de esta familia los encontramos en el tío escritor, hermano de la madre de Roser: Joan Malagarriga i Esteve (1890-1943);
Roser Cardús, desde que tenía nueve años hasta aproximadamente los catorce, se formó en el internado de las Mercedarias de Sant Feliu de Llobregat, juntamente con su hermana pequeña Angelina. Más tarde, estudió en el Instituto Jaume Balmes de Barcelona, donde recibió una fuerte influencia del profesor Guillermo Díaz-Plaja, catedrático de este instituto desde 1935. En su formación destacó la música y el arte pictórico, pues tocaba el piano, y le gustaba la pintura. Escribió muchos poemas que permanecen inéditos.
Roser quería estudiar Filosofía y Letras, pero la familia la presionó para estudiar Farmacia, a causa de la influencia familiar paterna, la cual tenía un laboratorio de productos farmacéuticos.
Justamente en 1938, habiendo cumplido los dieciocho años, la escritora y traductora cursaba el primer año de sus estudios.  En plena guerra civil española, el editor Josep Janés Oliver le encargó la traducción de Flush al catalán a partir de la versión francesa. La novela escrita en 1933 por Virginia Woolf era la biografía del perro de la poeta inglesa Elizabeth Barrett Browning. Esta fue publicada por Rosa dels Vents en una edición económica cuatro años después de la versión alemana, tres después de la francesa y seis antes de la española.
Josep Janés y Olivé creó Ediciones de la Rosa de los Vientos como una continuación de los Cuadernos Literarios, la cual empezó en 1934 y cesó en 1938. Estos últimos tenían el objetivo de promulgar en Cataluña una literatura extranjera escogida, a la vez que posicionaba la literatura del país al mismo nivel con la publicación de ambas en una misma colección. Flush fue la segunda y última obra de Virginia Woolf que Roser tradujo al catalán durante muchas décadas, después de Mrs. Dalloway de César-August Jordana de 1930. Según las palabras de Jacqueline Hurtley, Roser realizó una traducción justa y limpia del texto original, en la que se puede apreciar claramente la ironía narrativa de la autora.
Finalmente en 1942, ya con veintidós años, Cardús se licenció en el grado de Farmacia. Llegados a este punto, se casó tres años después con el que era su prometido, Antoni Solans Ferré, un hombre al que había conocido en la universidad. Tiempo después, tuvieron cinco hijos: M. Teresa, Roser, Margarita, Antoni y Ramon.
Cardús publicó su primera obra El príncipe bandolero (1958), una recopilación de narraciones infantiles, dentro de la colección Sant Jordi. Dos años más tarde, la autora publicó otra recopilación de cinco cuentos titulada La chica del rostro cambiante (1960).  A partir de esta última, Roser escribió también una obra de teatro para ser posteriormente representada.
El 11 de marzo de 1962 Roser ganó el IX Concurso de cuentos literarios de la Asociación Condal por su narración titulada " La subasta ". Dicho cuento fue publicado posteriormente el año 1963 en la recopilación Los mejores cuentos del Premio "Condal".
Casi treinta años más tarde, tras haber traducido Flush, en 1966, Cardús introdujo en lala lengua catalana Funerals a Berlín, una novela que trataba de espías, publicada dos años antes en Londres por el novelista e historiador británico conocido como Len Deignton. De esta novela, se hizo una película en 1966, con Michael Caine, dirigida por Guy Hamilton.
Roser Cardús falleció el 10 de noviembre de 1974 en Barcelona (Cataluña) a los cincuenta y cuatro años, después de haber realizado esta traducción. Su muerte coincidió con la publicación de la narración "Última noticia", en la revista literaria El Pont .
Antoni Solans también tuvo la oportunidad de publicar algunos originales inéditos de Roser Cardús, gracias a la amistad que entabló con el editor Miquel Arimany, quien era quien había publicado sus obras en vida. La más relevante de todas ellas fue la recopilación de narraciones Lepra d'or (1976). Además, cabe destacar que el catedrático Antoni Comas se encargó del acto de presentación del libro.
Por último, también existe una narración de Roser Cardús que ha tenido una fortuna especial y merece ser mencionada. Concretamente, se trata de " La droga", publicada en 1982 en El Pont . Dicha producción es un relato breve  que fue incluido en dos recopilaciones de narraciones de ciencia ficción; el primero es el de A. Munné-Jordà, Narraciones de ciencia ficción. Antología (1985), y posteriormente en otra recopilación de Víctor Martínez-Gil, Los otros mundos de la literatura catalana. Antología de narrativa fantástica y especulativa (2004).